# مروان کشرید
مروان کشرید (انگلیسی: Marouan Kechrid؛ زادهٔ ۲ ژوئن ۱۹۸۱) بازیکن بسکتبال اهل تونس است.
از باشگاه‌هایی که در آن بازی کرده‌است می‌توان به باشگاه فوتبال آفریقایی اشاره کرد.
وی در مسابقات کشوری و بین‌المللی در مجموع برندهٔ ۱ مدال طلا، ۱ مدال برنز شده‌است.